# Diego Hurtado de Mendoza (almirante mayor de Castilla)

Armas de Diego Hurtado de Mendoza.

Escudo de los Mendoza después del segundo matrimonio de Diego Hurtado de Mendoza con Leonor de la Vega.

Diego Hurtado de Mendoza (Guadalajara, 1367-Guadalajara, junio de 1404) fue un noble castellano, hijo de Pedro González de Mendoza y de su esposa Aldonza Fernández de Ayala.

## Biografía
Fue almirante mayor de Castilla y X señor de Mendoza, y desempeñó además los cargos de mayordomo mayor del rey y el de justicia mayor de la casa del rey.

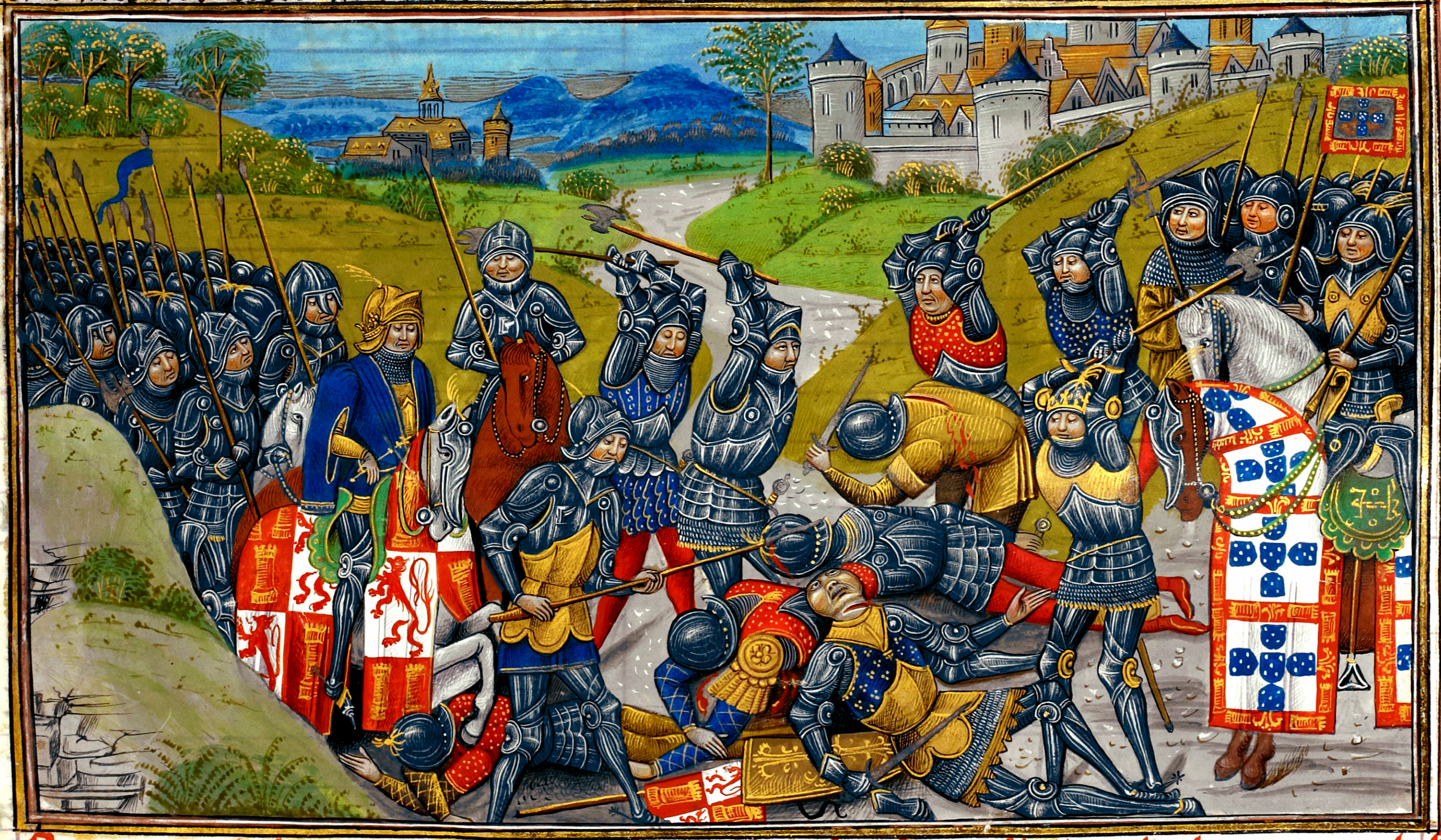
Batalla de Aljubarrota en 1385.

Se encontró en la batalla de Aljubarrota como alférez mayor y se encargó del enterramiento de su padre quien falleció en dicha batalla el 14 de agosto de 1385 defendiendo al rey Juan I de Castilla. Protegido por su tío, el canciller Pero López de Ayala, Diego consiguió rápido ascendiente en la corte. El rey Juan I le hizo merced del título de almirante de Castilla, cargo que desarrolló plenamente en el reinado siguiente de Enrique III de Castilla, luchando contra la flota portuguesa por la posesión del estrecho de Gibraltar.
En premio a estas y otras muestras de lealtad, el rey Enrique le hizo múltiples donaciones y mercedes, siendo relevante la entrega del señorío sobre la villa de Tendilla en 1395.

## Matrimonios y descendencia
Siendo apenas un niño, en la primavera de 1379, su padre logró del rey Enrique II de Castilla que, poco antes de morir, casara a Diego con su hija ilegítima María Enríquez de Castilla y dotase al matrimonio con el señorío sobre las villas alcarreñas de realengo de Cogolludo y Loranca de Tajuña, las aldeas de El Vado, Colmenar y El Cardoso en la actual provincia de Guadalajara, y la mitad del Real de Manzanares. De este matrimonio nació: 
- Aldonza de Mendoza, duquesa de Arjona

Fallecida su primera esposa, contrajo un segundo matrimonio en 1387 con Leonor de la Vega, viuda de Juan Téllez de Castilla II señor de Aguilar de Campoo e hija de Garci Lasso Ruiz de la Vega y Mencía de Cisneros, quien aportó en su dote la villa de Carrión de los Condes y el importante señorío de las Asturias de Santillana. Fueron padres de: 
- García Lasso de la Vega, quien según las disposiciones testamentarias de su padre, tuvo que cambiar su nombre a Juan Hurtado de Mendoza.
- Elvira Lasso de Mendoza, casada con Gómez I Suárez de Figueroa, I señor de Feria, hijo de Lorenzo I Suárez de Figueroa, maestre de la Orden de Santiago, padres de, entre otros, Lorenzo II Suárez de Figueroa, I Conde de Feria.
- Íñigo López de Mendoza, el I Marqués de Santillana.
- Urraca López de Mendoza casada con Álvaro González Duque de Estrada
- Gonzalo Ruiz de Mendoza, a quien su abuela Mencía de Cisneros en su testamento de 1380[1] le deja heredades en tierra de Campos, Vega, la casa fuerte de Vega y sus vasallos. En 1432, su madre Leonor le da poder a él, a su hermano Íñigo y hermana Elvira para que pudiesen otorgar el testamento en su nombre.
- Teresa de la Vega y Mendoza, casada con Álvaro Carrillo de Albornoz.

Dos investigadores portugueses, han desarrollado la hipótesis, —sin base documental ni confirmada—, de que el almirante tuvo una hija bastarda llamada María de Mendoza (c. 1391-Lisboa, después de 1469), quien contrajo un primer matrimonio en Galicia con Rodrigo Álvarez de Queiroga, nacido en Tuy, de quien tuvo un hijo, Gonçalo da Ventura e Queiroga y en segundas nupcias casó con Afonso Furtado,  capitán mayor de la mar, etc, quien había casado por primera vez antes de 1369 con Maria Miguéis, fallecida en Lisboa en 1401.

## Testamento
El almirante otorgó testamento en El Espinar (Segovia) en abril de 1400, antes de la campaña contra los portugueses. Algunas de las disposiciones del testamento fueron las siguientes: Su hijo García debía cambiar su nombre a Juan Hurtado, recibiendo Hita, Buitrago, el Real de Manzanares, la casa de Mendoza y las demás hermandades y lugares en Álava, Allendebro, Pedrezuela, San Agustín, el Colmenar, Colmenar de la Sierra, El Cardoso, El Vado, Somosierra, Robregordo, Alcobendas, la tercera parte de Tamajón y las casas mayores de Guadalajara y Madrid, además de varias heredades y propiedades en diversos lugares; su hija Aldonza de Mendoza habida en su primer matrimonio, heredaría Cogolludo, Loranca, el pozo de Portillo, la heredad de Torralba y todos los demás bienes que el rey Enrique II le había dado en dote, así como Tendilla, Cobeña, y otras heredades; Teresa heredó la villa de Cervera más los lugares en La Pernía y Campoo de Suso; a Íñigo López la villa de Tordehumos con sus aldeas; y a su prima y amante, Mencía de Ayala, la villa de Barajas.
Al fallecer su hijo primogénito varón, García o Juan Hurtado, Diego otorgó un codicilio en Guadalajara el 5 de mayo de 1404, estableciendo que todo su patrimonio, con algunas excepciones, pasaría a su hijo Íñigo.
Falleció en esta misma ciudad, poco después. Su viuda tuvo que pleitear por los derechos de su hijo ante su hijastra Aldonza, y ante Alfonso Enríquez, a quien Enrique III cedió el título de Almirante, cuestión que para Leonor siempre fue una usurpación.
| Predecesor: Pedro González de Mendoza | Mayordomo mayor del rey 1385 - 1389 | Sucesor: Juan Hurtado de Mendoza |